# Võros
Os Võros (võrokõsõq) são uma minoria línguística do sudeste da Estônia. Eles são o maior povo que fala a língua võro com nacionalidade estoniana. A língua Võro(parecida com o finlandês e o estoniano) pertence ao ramo Balto-fínico das línguas fino-úgricas. O Võro é uma língua regional da Estônia, sendo considerada oficial nas regiões do sul.

## Língua võro
A Língua võro (võro kiil) é uma língua pertencente ao ramo Fino-Bálticas das Línguas Fino-Ugrianas. Tradicionalmente ela é considerada um dialeto do estoniano meridional ou do estoniano, porém ela tem sua própria língua literária e está à procura de reconhecimento oficial como uma língua regional autóctone da Estônia.
A Língua võro tem aproximadamente 70.000 falantes no mundo, mas a grande parte esta na minoria Võros que se encontra nas regiões históricas de Võrumaa, no sudeste da Estônia.
A língua Võro é falada oito paróquias do histórico condado de Võru (Võromaa): Karula, Harglõ, Urvastõ, Rõugõ, Kanepi, Põlva, Räpinä, e Vahtsõliina.
Atualmente, essas paróquias estão atualmente centralizadas (devido a restrições) nas regiões de Võro e Põlva, com extensões nas regiões de Tartu e Valga. Alguns Võros podem ser encontrados na fronteira com a Letônia e a Rússia, mas a maioria das pessoas que falam o Võro, fora de Võrumaa, é em Tallinn e em Tartu e no restante da Estônia.